# Ник Перумов
Николай Данилович Перумов е популярен съвременен руски писател фантаст.

## Биография
Роден е на 21 ноември 1963 година. Семейството му произлиза от знатен арменски род. По образование е инженер-физик, завършил е Ленинградския политехнически институт. В продължение на 10 години работи в Ленинградския НИИ за особено чисти биопрепарати.

## Творчество
Започва да пише своите първи разкази в края на 70-те години, първата му публикация излиза в Ставропол в тираж 50 000 екземпляра. Това е трилогията „Пръстенът на мрака“, която е продължение на „Властелинът на пръстените“ на Дж. Р. Р. Толкин.